# 公民党 (中華民国)
公民党（こうみんとう）は、中華民国初期の公開政党。1913年（民国2年）9月18日に結成された。

## 経過
第二革命（二次革命）後、国会に留まった国民党穏健派は、袁世凱を支持する第二党の進歩党と連携しようとする。進歩党にとっても安定した国会運営のために、この連携には賛成であった。この動きを見た袁世凱は、進歩党に代る御用政党の組織が必要であると判断して、北京政府総統府秘書長梁士詒に新政党の結成を命じた。梁は、小政党である潜社や集益社などを糾合し、公民党を結成したのである。梁は交通系の最高指導者の1人であり、公民党は事実上交通系により掌握される政党であった。幹部としては、李慶芳、梅光遠、権量、陸夢熊などがあげられる。
梁士詒は演説の中で、公民党の政綱は国家権力をもって政治統一を実行し人民の幸福を増進することにある、と唱えた。そして、政策の実行のために袁世凱を正式な大総統として選出しなければならない、と主張した。10月6日、袁や梁の指示のもとで軍や警察が国会議場を包囲する中、3度の投票を経て袁が大総統に選出された。梁はその権力行使の態様から「小総統」と渾名（あだな）されたという。
11月4日、国民党議員438人の議員資格が袁世凱により剥奪された。15日、正式に国会が停止される。梁士詒らが率いる交通系はその後も依然として政治力を行使するが、公民党そのものはこの時点で事実上存在意義を失ったといえる。

## 注
1. ↑  謝彬『民国政党史』1924年（中華書局版、60頁）。
2. ↑  謝、同上。